# العلاقات بين تايوان والولايات المتحدة
تشير العلاقات بين تايوان والولايات المتحدة، والمعروفة أيضًا باسم العلاقات التايوانية الأمريكية وتاريخيًا باسم العلاقات الصينية الأمريكية، إلى العلاقات الدولية بين جمهورية الصين، والمعروفة باسم تايوان، والولايات المتحدة. تُعد العلاقة الثنائية بين الدولتين موضوع العلاقات الأمريكية الصينية قبل انسحاب الحكومة بقيادة الكومينتانغ (الحزب القومي الصيني) إلى تايوان والجزر المجاورة لها؛ وذلك نتيجة للحرب الأهلية الصينية وحتى توقف الولايات المتحدة عن تسمية جمهورية الصين في عام 1979 «الصين» والبدء في الإشارة إليها باسم «تايوان». جمعت الولايات المتحدة، قبل علاقاتها مع جمهورية الصين، علاقات دبلوماسية مع سلالة تشينغ الحاكمة ابتداءً من 16 يونيو عام 1844 حتى عام 1912.
أصبحت العلاقات بين تايوان والولايات المتحدة غير رسمية وعشوائية، وذلك بعد أن أقامت الولايات المتحدة العلاقات الدبلوماسية مع حكومة بكين، أو جمهورية الصين الشعبية، في ظل حكم الحزب الشيوعي الصيني باسم «الصين» في عام 1979. حكم العلاقات غير الرسمية بين البلدين القانون الأمريكي للعلاقات مع تايوان حتى 16 مارس عام 2018؛ والذي يسمح للولايات المتحدة بإقامة علاقات مع «شعب تايوان» وحكومتهم، الذين لم يُحدد اسمهم. استندت العلاقات بين الولايات المتحدة وتايوان بشكل غير رسمي إلى «الضمانات الست» ردًا على البيان الثالث حول إقامة العلاقات بين الولايات المتحدة وجمهورية الصين الشعبية. تحولت العلاقات بين الولايات المتحدة وتايوان منذ ذلك الحين إلى أساس رسمي وعالي المستوى؛ وذلك بعد إقرار الكونغرس الأمريكي لقانون السفر التايواني في 16 مارس عام 2018. وقع الجانبان منذ ذلك الحين اتفاقية قنصلية تضفي الطابع الرسمي على العلاقات القنصلية القائمة بينهما في 13 سبتمبر عام 2019. أزالت الولايات المتحدة القيود المفروضة ذاتيًا على اتصالات الفرع التنفيذي مع تايوان في 9 يناير عام 2021.
تُعد سياسة الغموض المتعمد للسياسة الخارجية للولايات المتحدة تجاه تايوان مهمة لتحقيق الاستقرار في العلاقات عبر مضيق تايوان؛ ولمساعدة تايوان في مواجهة غزو جمهورية الصين الشعبية إن أمكن؛ في حين أن سياسة الوضوح الاستراتيجي بشأن تايوان من المرجح أن تؤدي إلى معارضة جمهورية الصين الشعبية وتحديات للشرعية الأمريكية في شرق آسيا أو ما وراءها. ما تزال الولايات المتحدة المزود الرئيسي للأسلحة إلى تايوان، والتي غالبًا ما تكون مصدر توتر مع جمهورية الصين الشعبية، وذلك وفقًا لما نص عليه قانون العلاقات مع تايوان. تملك الدولتان مكاتب تمثيلية تعمل كسفارات فعلية. يمثل تايوان مكتب تايبيه الاقتصادي والثقافي في الولايات المتحدة، ويمثل الولايات المتحدة المعهد الأمريكي في تايوان.

## قضايا بارزة
واصلت واشنطن الاعتراف بجمهورية الصين تحت حكم شيانغ كاي شيك كحكومة لكل الصين؛ وذلك عندما عادت قوات القائد العام شيانغ إلى تايوان في نهاية الحرب الأهلية الصينية في عام 1949. أعلنت واشنطن أنها ستقطع العلاقات مع الحكومة في تايبيه في أواخر عام 1978، وتعترف رسميًا بجمهورية الصين الشعبية باعتبارها «الحكومة الشرعية الوحيدة للصين».
لا تعني سياسة واشنطن «الصين الواحدة» اعتراف الولايات المتحدة وعدم موافقتها على مزاعم بكين بالسيادة على تايوان. أعطت إدارة ريغان الجمهورية في 14 يوليو عام 1982 تأكيدات محددة لتايوان بأن الولايات المتحدة لم تقبل بمطالبة الصين بالسيادة على الجزيرة (الضمانات الست)؛ وأبلغت وزارة الخارجية الأمريكية مجلس الشيوخ أن «الولايات المتحدة لم تتخذ أي موقف بشأن مسألة سيادة تايوان».
ذكرت وزارة الخارجية الأمريكية، في صحيفة وقائع العلاقات الأمريكية مع تايوان، أن الولايات المتحدة وتايوان تتمتعان بعلاقة غير رسمية قوية. حوّل البيان المشترك بين الولايات المتحدة وجمهورية الصين الشعبية لعام 1979 الاعتراف الدبلوماسي من تايبيه إلى بكين. اعترفت الولايات المتحدة في البيان المشترك بحكومة جمهورية الصين الشعبية على أنها الحكومة الشرعية الوحيدة للصين، وتقرّ حكومة الولايات المتحدة بالموقف الصيني الذي يقول إن هناك صيناً واحدة فقط وإن تايوان جزء من الصين.
في بيان مشترك بين الولايات المتحدة الأمريكية وجمهورية الصين الشعبية، الذي دخل حيز التنفيذ في الأول من يناير 1979، الولايات المتحدة الأمريكية تعترف بالحكومة الصينية الشعبية باعتبارها الحكومة الشرعية الوحيدة للصين. في هذا السياق، سيحافظ الشعب الأمريكي على العلاقات الثقافية والتجارية وغيرها من العلاقات غير الرسمية مع شعب تايوان. كما أشار البيان إلى أن حكومة الولايات المتحدة تقرّ بالموقف الصيني الذي يقول إن هناك صيناً واحدة فقط وإن تايوان جزء من الصين.
ينعكس موقف الولايات المتحدة بشأن تايوان في «الضمانات الست لتايوان»، والبيانات الثلاث، وقانون العلاقات مع تايوان. تشمل الضمانات الست البنود التالية:
- لم توافق الولايات المتحدة على تحديد موعد لإنهاء مبيعات الأسلحة إلى تايوان.
- لم توافق الولايات المتحدة على إجراء مشاورات مسبقة مع الصينيين بشأن مبيعات الأسلحة إلى تايوان.
- لن تلعب الولايات المتحدة أي دور وساطة بين تايوان وبكين.
- لم توافق الولايات المتحدة على مراجعة قانون العلاقات مع تايوان.
- لم تغير الولايات المتحدة موقفها فيما يتعلق بالسيادة على تايوان.
- لن تمارس الولايات المتحدة أي ضغط على تايوان للدخول في مفاوضات مع الصينيين.[17]

تشمل «البيانات الثلاث» بيان شنغهاي، وبيان التطبيع، وبيان 17 أغسطس التي تعهدت بإلغاء العلاقات الرسمية بين الولايات المتحدة وجمهورية الصين، وإخراج القوات الأمريكية من تايوان، وإنهاء بيع الأسلحة إلى تايوان تدريجيًا، ولكن مع عدم وجود جدول زمني للقيام بذلك، ويُعد ذلك نتيجة جهد بذله جيمس ليلي، مدير المعهد الأمريكي في تايوان.
سُئل رئيس الولايات المتحدة جورج بوش الابن في 25 أبريل عام 2001، وذلك على الرغم من العلاقات الودية مع الصين، «إذا تعرضت تايوان لهجوم صيني، فهل علينا (الولايات المتحدة) الالتزام بالدفاع عن التايوانيين؟» فأجاب: «نعم، يجب علينا ذلك، ويجب أن يفهم الصينيون ذلك. ستفعل الولايات المتحدة كل ما بوسعها لمساعدة تايوان في الدفاع عن نفسها». ووضح أنه «على الرغم من امتلاكنا (الصين والولايات المتحدة) بعض المصالح المشتركة، ولكن يجب أن يفهم الصينيون أن هناك بعض المجالات التي سنختلف فيها».
أعربت وزارة الشؤون الخارجية في جمهورية الصين في 19 يونيو عام 2013 عن امتنانها لمشروع قانون الكونغرس الأمريكي لدعم محاولة تايوان للمشاركة في منظمة الطيران المدني الدولي (إيكاو). وقع الرئيس الأمريكي باراك أوباما على قانون إيتش أر 1151 في 12 يوليو عام 2013؛ والذي يقنن الدعم الكامل للحكومة الأمريكية لمشاركة تايوان في منظمة الطيران المدني الدولي ككيان غير سيادي. واصلت الولايات المتحدة بيع المعدات العسكرية الدفاعية المناسبة لتايوان وفقًا لقانون العلاقات مع تايوان؛ والذي يدعم مثل هذه المبيعات والذي يعلن أن السلام والاستقرار في المنطقة يخدمان المصالح الأمريكية. تتوافق مبيعات المعدات العسكرية الدفاعية أيضًا مع البيان المشترك بين الولايات المتحدة وجمهورية الكونغو الديمقراطية لعام 1982.
اعتُرِف بالحفاظ على العلاقات الدبلوماسية مع جمهورية الصين الشعبية على أنه يصب في مصلحة الولايات المتحدة على المدى الطويل من قبل سبع إدارات متتالية؛ ولكن الحفاظ على علاقات قوية وغير رسمية مع تايوان يعد أيضًا هدفًا رئيسيًا للولايات المتحدة، وذلك بما يتماشى مع رغبتها في تعزيز السلام والاستقرار في آسيا. لا تدعم الولايات المتحدة استقلال تايوان بحكم القانون، وذلك تماشيًا مع سياستها تجاه الصين، ولكنها تدعم عضوية تايوان في المنظمات الدولية المناسبة، مثل منظمة التجارة العالمية، ومنتدى التعاون الاقتصادي لدول آسيا والمحيط الهادئ، وبنك التنمية الآسيوي حيث لا يجب على الدولة أن تكون ذات سيادة لقبول عضويتها. تدعم الولايات المتحدة أيضًا الفرص المناسبة لمشاركة تايوان في المنظمات التي لا تقبل عضويتها.
أعلنت وزارة الخارجية الأمريكية في 24 أغسطس عام 2010 عن تغيير في المبيعات التجارية للمعدات العسكرية، بدلًا من المبيعات العسكرية الخارجية السابقة، وذلك على أمل تجنب التداعيات السياسية. استمر الضغط من جمهورية الصين الشعبية، وبدا من غير المرجح تزويد تايوان بغواصات أو مقاتلات نفاثة متطورة. أشارت تايوان إلى استعدادها لاستضافة رادارات الدفاع الصاروخي الوطني لربطها بالنظام الأمريكي؛ ولكنها غير مستعدة لدفع أي مبلغ آخر من تكاليف الأنظمة.
قبل الرئيس الأمريكي المنتخب دونالد ترامب دعوة تهنئة من الرئيسة التايوانية تساي إنغ ون في 2 ديسمبر عام 2016؛ وهي المرة الأولى منذ عام 1979 التي يتحدث فيها رئيس منتخب بشكل علني إلى زعيم تايواني. صرح دونالد ترامب أن موضوع المكالمة تمحور حول «العلاقات الاقتصادية والسياسية والأمنية الوثيقة بين تايوان والولايات المتحدة». رتب، بوب دول، الذي عمل كوكيل أجنبي نيابة عن تايوان، المكالمة الهاتفية.
سرعان ما أدلى وزير خارجية جمهورية الصين الشعبية وانغ يي ببيان قال فيه إن الصين تعارض أي خطوة لفصل البلاد، وذلك دون الإشارة صراحة إلى المكالمة الهاتفية بين تساي وترامب.[بحاجة لمصدر] وقع الرئيس ترامب قانون السفر التايواني في 16 مارس عام 2018، والذي يسمح بمشاركة دبلوماسية رفيعة المستوى بين المسؤولين التايوانيين والأمريكيين، ويشجع الزيارات بين المسؤولين الحكوميين في الولايات المتحدة وتايوان على جميع المستويات. أثار التشريع غضب جمهورية الصين الشعبية، وأشادت به تايوان.
كُلِّف الجيش التايواني رسميًا في 17 يوليو عام 2018 بجميع مروحياته الهجومية من طراز إيه إتش-64 أباتشي التي اشتراها من الولايات المتحدة، بقيمة 59.31 مليار دولار تايواني (1.94 مليار دولار أمريكي)، بمهمة بعد الانتهاء من التدريب الضروري للطيارين والتحقق من قدرة الأسطول القتالية. دُمِّرت إحدى المروحيات في حادث تحطم أثناء رحلة تدريبية في تاويون في أبريل عام 2014، وخُصِّصت 29 طائرة أخرى للواء 601 التابع للقيادة، ومقره في لونغتان في تاويون. قالت الرئيسة التايوانية تساي إنغ وين إن تكليف طائرات أباتشي كان «حدثًا مهمًا» في تلبية إستراتيجية «الردع المتعدد» للجزيرة لمواجهة الغزو ومقاومة ضغوط بكين بدعم من واشنطن، التي كانت قلقة بشأن التوسع العسكري المتزايد لبكين في بحر الصين الجنوبي وما وراءه.
وقع الرئيس ترامب قانون مبادرة الحماية الدولية وتعزيزها لحلفاء تايوان في 26 مارس عام 2020؛ وذلك بهدف توسيع نطاق العلاقات الأمريكية مع تايوان وتشجيع الدول الأخرى والمنظمات الدولية على تعزيز علاقاتها الرسمية وغير الرسمية مع الدولة الجُزرية.